# Barnwell (Carolina del Sur)
Barnwell es una ciudad ubicada en el Condado de Barnwell en el estado estadounidense de Carolina del Sur. Es sede del condado homónimo. La ciudad en el año 2000 tiene una población de 5.035 habitantes en una superficie de 20.1 km², con una densidad poblacional de 254.6 personas por km². 

## Geografía
Barnwell se encuentra ubicada en las coordenadas 33°14′40″N 81°21′48″O / 33.24444, -81.36333. Según la Oficina del Censo, la ciudad tiene un área total de 20,1 km² (7,8 mi²), de la cual 19,8 km² (7,6 mi²) es tierra y 0,4 km² (0,2 mi²) (1.80%) es agua.

## Demografía
En el 2000 la renta per cápita promedia del hogar era de $26.722, y el ingreso promedio para una familia era de $37.841. El ingreso per cápita para la localidad era de $17.709. En 2000 los hombres tenían un ingreso per cápita de $35.039 contra $21.912 para las mujeres. Alrededor del 22.00% de la población estaba bajo el umbral de pobreza nacional. 